# Takifugu flavidus
Takifugu flavidus är en fiskart som först beskrevs av Li, Wang och Wang 1975.  Takifugu flavidus ingår i släktet Takifugu och familjen blåsfiskar. Inga underarter finns listade i Catalogue of Life.